# 土耳其国铁E14000型电力动车组
E14000型电力动车组是土耳其共和国国家铁路（TCDD）使用的电力动车组车型之一，由法国阿尔斯通公司为首的欧洲五十赫兹集团设计制造，于1979年交付使用。
1970年，土耳其共和国国家铁路决定将电气化铁路延伸至往安卡拉方向的铁路干线，并为此向五十赫兹集团订购了15台E40000型电力机车。1976年，土耳其国铁再次向五十赫兹集团订购了一批新型电力动车组，主要用于担当伊斯坦布尔和安卡拉周边近郊通勤列车服务。列车的机械部件由土耳其铁路车辆工业集团公司（Tüvasaş）生产，而电气设备由五十赫兹集团的成员企业提供。
E14000型电力动车组是交—直流电传动的电力动车组，每组列车由1辆动车、2辆拖车组成，多组列车可以连挂运行。列车适用于供电制式为25千伏50赫兹工频单相交流电的电气化铁路，采用晶闸管二段半控桥式整流电路、直流串励牵引电动机，电机采用抱轴式半悬挂安装方式。列车牵引功率为520千瓦，最高运行速度为120公里/小时。